# Habloville
Habloville é uma comuna francesa na região administrativa da Normandia, no departamento Orne. Estende-se por uma área de 11,91 km². Em 2010 a comuna tinha 333 habitantes (densidade: 28 hab./km²).